# Atletica leggera femminile ai Giochi della XXVII Olimpiade
Ai Giochi della XXVII Olimpiade di Sydney 2000 sono stati assegnati 22 titoli nell'atletica leggera femminile.

## Calendario
| Gare   |                         |                         |            |   |            |              |                   |                   |    |    |  |
| 100 m  | 100 m                   | 400 m ost.              | 400 m ost. |   | 400 m ost. |              | Staffetta 4x100 m | Staffetta 4x100 m | 22 |    |  |
| 400 m  | 400 m                   | 400 m                   | 400 m      |   | 200 m      | 200 m        | Staffetta 4x400 m | Staffetta 4x400 m | 22 |    |  |
| 800 m  | 800 m                   |                         | 800 m      |   | 1500 m     | 1500 m       |                   | 1500 m            | 22 |    |  |
| 5000 m |                         |                         | 5000 m     |   | 10000 m    |              |                   | 10000 m           | 22 |    |  |
|        |                         | Maratona                |            |   |            | Marcia 20 km |                   |                   | 22 |    |  |
|        |                         | Triplo                  | Asta       |   | Martello   | Alto         | Martello          | Alto              | 22 |    |  |
|        |                         |                         | Disco      |   | Disco      | Peso         | Lungo             |                   | 22 |    |  |
|        | Eptathlon (1ª giornata) | Eptathlon (2ª giornata) | 100 m ost. |   | 100 m ost. |              | Giavellotto       | Giavellotto       | 22 |    |  |
|        |                         |                         |            |   |            |              |                   |                   |    |    |  |
| Titoli | -                       | 1                       | 3          | 4 | -          | 3            | 3                 | 2                 | 6  | 22 |  |

|  | Qualificazioni |  | Finali |

Come nelle precedenti edizioni, il programma femminile termina di sabato, poiché di domenica si disputa solo la Maratona maschile.
Mancavano due concorsi al programma femminile per raggiungere il numero di 8, pari al programma maschile: a Sydney si colma la lacuna con l'introduzione di Salto con l'asta e Lancio del martello. Ci sono voluti 72 anni per passare dai due concorsi di Amsterdam 1928 (Alto e Disco) agli otto di oggi. 
Altre decisioni:
- C'è un giorno di riposo in più nei 5000 (da due a tre) tra batterie e finale;
- Tre salti su quattro si disputano in un'unica giornata (fa eccezione l'Alto).

Ad Atlanta 1996 i 5000 metri, di nuova introduzione, erano stati sovrapposti ai 10000, impedendo alle atlete di iscriversi ad entrambe le gare. A Sydney le batterie dei 10000 metri sono spostate di quattro giorni in avanti.
La ripartizione delle gare di corsa piana in pista torna ad essere quella usuale e sperimentata: quattro nella prima parte del programma e tre nella seconda. Ecco lo schema:
| Prima parte | Seconda parte |
| ----------- | ------------- |
| 100 metri   | 200 metri     |
| 400 metri   |               |
| 800 metri   | 1500 metri    |
| 5000 metri  | 10.000 metri  |

I titoli assegnati nella prima parte del programma sono solo otto; gli altri 14 sono assegnati nella seconda parte.

## Nuovi record
| Fanno il loro esordio olimpico: | Fanno il loro esordio olimpico: | Salto con l'asta e lancio del martello. La gara di Marcia 20 km sostituisce quella di 10 km.               |
| Nessun nuovo record mondiale    |                                 | |
| Nuovo record olimpico in        | 7 specialità:                   | 5.000 m, 10.000 m, maratona, marcia 20 km, salto con l'asta, lancio del martello e lancio del giavellotto. |

## Risultati delle gare
| Specialità | Oro                                                                                       | Risultato       | Argento                                                                                                  | Risultato | Bronzo | Risultato | Dettagli            |
| --- | ----------------------------------------------------------------------------------------- | --------------- | --- | --------- | --- | --------- | ------------------- |
| 100 m | Titolo revocato                                                                           | Titolo revocato | Ekateríni Thánou                                                                                         | 11"12     | Merlene Ottey                                                                                                | 11"19     | Classifica completa |
| 100 m | Titolo revocato                                                                           | Titolo revocato | Tayna Lawrence                                                                                           | 11"18     | Merlene Ottey                                                                                                | 11"19     | Classifica completa |
| 200 m | Pauline Davis                                                                             | 22"27           | Susanthika Jayasinghe                                                                                    | 22"28     | Beverly McDonald                                                                                             | 22"35     | Classifica completa |
| 400 m | Cathy Freeman                                                                             | 49"11           | Lorraine Graham                                                                                          | 49"58     | Katharine Merry                                                                                              | 49"72     | Classifica completa |
| 800 m | Maria Mutola                                                                              | 1'56"15         | Stephanie Graf                                                                                           | 1'56"64   | Kelly Holmes                                                                                                 | 1'56"80   | Classifica completa |
| 1.500 m | Nouria Mérah-Benida                                                                       | 4'05"10         | Violeta Beclea                                                                                           | 4'05"15   | Gabriela Szabó                                                                                               | 4'05"27   | Classifica completa |
| 5.000 m | Gabriela Szabó                                                                            | 14'40"79        | Sonia O'Sullivan                                                                                         | 14'41"02  | Gete Wami | 14'42"23  | Classifica completa |
| 10.000 m | Derartu Tulu                                                                              | 30'17"49        | Gete Wami                                                                                                | 30'22"48  | Fernanda Ribeiro                                                                                             | 30'22"88  | Classifica completa |
| 100 m ostacoli | Ol'ga Şişigina                                                                            | 12"65           | Glory Alozie                                                                                             | 12"68     | Melissa Morrison                                                                                             | 12"76     | Classifica completa |
| 400 m ostacoli | Irina Privalova                                                                           | 53"02           | Deon Hemmings                                                                                            | 53"45     | Nezha Bidouane                                                                                               | 53"57     | Classifica completa |
| Maratona | Naoko Takahashi                                                                           | 2h23'14"        | Lidia Șimon                                                                                              | 2h23'22"  | Joyce Chepchumba                                                                                             | 2h24'45"  | Classifica completa |
| Marcia 20 km | Wang Liping                                                                               | 1h29'05"        | Kjersti Plätzer                                                                                          | 1h29'33"  | María Vasco                                                                                                  | 1h30'23"  | Classifica completa |
| Salto in alto | Elena Elesina                                                                             | 2,01 m          | Hestrie Cloete                                                                                           | 2,01 m    | Kajsa Bergqvist                                                                                              | 1,99 m    | Classifica completa |
| Salto in alto | Elena Elesina                                                                             | 2,01 m          | Hestrie Cloete                                                                                           | 2,01 m    | Oana Pantelimon                                                                                              | 1,99 m    | Classifica completa |
| Salto con l'asta | Stacy Dragila                                                                             | 4,60 m          | Tatiana Grigorieva                                                                                       | 4,55 m    | Vala Flosadóttir                                                                                             | 4,50 m    | Classifica completa |
| Salto in lungo | Heike Drechsler                                                                           | 6,99 m          | Fiona May                                                                                                | 6,92 m    | Tat'jana Kotova                                                                                              | 6,83 m    | Classifica completa |
| Salto triplo | Tereza Marinova                                                                           | 15,20 m         | Tat'jana Lebedeva                                                                                        | 15,00 m   | Elena Hovorova                                                                                               | 14,96 m   | Classifica completa |
| Getto del peso | Janina Karol'čyk                                                                          | 20,56 m         | Larisa Pelešenko                                                                                         | 19,92 m   | Astrid Kumbernuss                                                                                            | 19,62 m   | Classifica completa |
| Lancio del disco | Ėlina Z'verava                                                                            | 68,40 m         | Anastasia Kelesidou                                                                                      | 65,71 m   | Iryna Jatčanka                                                                                               | 65,20 m   | Classifica completa |
| Lancio del martello | Kamila Skolimowska                                                                        | 71,16 m         | Ol'ga Kuzenkova                                                                                          | 69,77 m   | Kirsten Münchow                                                                                              | 69,28 m   | Classifica completa |
| Lancio del giavellotto | Trine Hattestad                                                                           | 68,91 m         | Miréla Manjani                                                                                           | 67,51 m   | Osleidys Menéndez                                                                                            | 66,18 m   | Classifica completa |
| Eptathlon | Denise Lewis                                                                              | 6.584 p.        | Elena Prochorova                                                                                         | 6.531 p.  | Natallja Sazanovič                                                                                           | 6.527 p.  | Classifica completa |
| Staffetta 4×100 m | Bahamas Savatheda Fynes Chandra Sturrup Pauline Davis Debbie Ferguson Eldece Clarke-Lewis | 41"95           | Giamaica Tayna Lawrence Veronica Campbell Beverly McDonald Merlene Ottey Merlene Frazer                  | 42"13     | Stati Uniti Chryste Gaines Torri Edwards Nanceen Perry Passion Richardson                                    | 42"20     | Classifica completa |
| Staffetta 4×400 m | Stati Uniti Jearl Miles-Clark Monique Hennagan LaTasha Colander Andrea Anderson           | 3'22"62         | Giamaica Sandie Richards Catherine Scott Deon Hemmings Lorraine Graham Charmaine Howell Michelle Burgher | 3'23"25   | Russia Julija Sotnikova Svetlana Gončarenko Ol'ga Kotljarova Irina Privalova Natal'ja Nazarova Olesja Zykina | 3'23"46   | Classifica completa |
| record mondiale; record olimpico; record mondiale stagionale; record africano; record asiatico; record europeo; record nord-centroamericano e caraibico; record sudamericano; record oceaniano; record nazionale; record personale; record personale stagionale. |                                                                                           |                 | |           | |           |                     |

Statistiche
Delle sedici vincitrici di gare individuali di Atlanta (Marie-José Pérec e Svetlana Masterkova fecero una doppietta), solo tre hanno abbandonato l'attività agonistica. In più, due sono state squalificate per l'assunzione di sostanze dopanti (Inesa Kravec' e Ludmila Engquist); Gail Devers non si è qualificata sui 100 m piani; la campionessa del giavellotto è assente; infine i 10 km di marcia sono stati sostituiti dalla distanza doppia. 
Delle rimanenti otto olimpioniche, nessuna riesce a confermarsi campionessa.

Trine Hattestad, nuova primatista del giavellotto, è l'unica primatista mondiale che vince la propria gara a Sydney.  
Nel 1999 si sono tenuti a Siviglia i Campionati mondiali di atletica leggera. Delle 20 campionesse di gare individuali, quindici si presentano a Sydney per tentare l'abbinamento con l'oro olimpico. Solo tre ci riescono: Cathy Freeman (400 metri); Gabriela Szabó (5000 metri) e Stacy Dragila (Salto con l'asta). Tutte migliorano la propria prestazione rispetto all'anno precedente (la Dragila si eguaglia).
Nessuna si presenta nella veste di campionessa in carica e di primatista mondiale. 

Marion Jones vince tre ori, ma nel 2007 i suoi successi vengono revocati dopo un'inchiesta antidoping.
Quattro anni prima le atlete qualificate di categoria Junior erano state solo tre. A Sydney si qualificano ben nove atlete. Di esse, la polacca Kamila Skolimowska vince l'oro nel Lancio del martello. Da 28 anni un'atleta Junior non vinceva un titolo olimpico nell'atletica leggera femminile. L'ultima volta era accaduto nel 1972: Ulrike Meyfarth nel salto in alto.
 
L'etiope Werknesh Kidane raggiunge la finale dei 5000 metri. 

L'atletica leggera femminile sta vivendo un ricambio generazionale: ben sei atlete della categoria Allieve (16-17 anni) partecipano ai Giochi. Tre raggiungono la finale: Vivian Cheruiyot (Kenya) nei 5000 metri (14ª); Alice Timbilil (Kenya) nei 10000 metri (anch'essa 14ª) ed Ivana Brkljačić (Croazia) nel Lancio del martello (11ª). Tutte sono nate nel 1983. Viene eliminata nelle Qualificazioni del Salto in alto la coetanea Blanka Vlašić, croata come la Brkljačić, all'inizio della sua brillante carriera.